# Lebedodes schaeferi
Lebedodes schaeferi is een vlinder uit de familie van de Metarbelidae. De wetenschappelijke naam van de soort is voor het eerst gepubliceerd in 1911 door Karl Grünberg.
Deze soort komt voor in Kameroen.